# Вульфнот Годвинсон
Вульфнот Годвинсон (англ. Wulfnoth Godwinson; 1040 — 1094) — младший сын англосаксонского аристократа эрла Годвина и брат Гарольда, короля Англии, оказавшийся в заложниках у Вильгельма Завоевателя и проведший около сорока лет в тюрьме.

## Биография
Вульфнот был самым младшим сыном Годвина, эрла Уэссекса, наиболее влиятельного магната Англии в начале правления короля Эдуарда Исповедника. В 1051 г. королю удалось изгнать Годвина из страны, однако уже в следующем году, набрав крупный флот, Годвин вернулся в Англию. У короля Эдуарда не было достаточных военных сил для организации отпора, поэтому стороны пришли к компромиссу: Годвин и его старшие сыновья получили обратно свои титулы и конфискованные владения, однако обязались быть лояльными королю и оказывать ему всемерную помощь и поддержку. В качестве гарантии надлежащего исполнения своих обязательств Годвин передал Эдуарду Исповеднику несколько заложников, в том числе своего сына, одиннадцатилетнего Вульфнота. Король, в свою очередь, передал этих заложников Вильгельму, герцогу Нормандии, своему предполагаемому наследнику на английском престоле.
Именно для освобождения Вульфнота, по свидетельствам средневековых хронистов, в 1064/1065 г. в Нормандию отправился Гарольд Годвинсон. Это поездка завершилась крайне неудачно: богатства, которые вёз Гарольд для выплаты выкупа за брата, были захвачены Ги I, графом Понтьё, а сам Гарольд был вынужден принести клятву верности герцогу Вильгельму Нормандскому и дать обещание поддержать его в вопросе наследовании английского престола. Согласно договорённостям, Вульфнот должен был быть освобождён после коронации Вильгельма королём Англии. Однако после смерти Эдуарда Исповедника в 1066 г. английским королём был избран сам Гарольд Годвинсон. Нарушение Гарольдом клятвы предоставило нормандскому герцогу предлог для организации вторжения в Англию, завершившегося битвой при Гастингсе 1066 г. и нормандским завоеванием Англии.
Вульфнот так и остался в нормандском плену. После вступления Вильгельма на английский престол и смерти старших братьев в борьбе с нормандцами, у Вульфнота не осталось надежды на освобождение. Он скончался в цепях в 1094 г. в Сольсбери, в возрасте пятидесяти четырёх лет, сорок два из которых провёл в заключении.